# Provincia di Bari
La provincia di Bari è stata una provincia italiana della Puglia, soppressa nel 2015 e sostituita dall'istituenda città metropolitana di Bari.
Si estendeva su una superficie di 3825 km² e comprendeva 41 comuni. Con una popolazione di 1,2 milioni di abitanti al momento della soppressione, era la provincia più popolata della regione e la settima in Italia. Sino all'istituzione della provincia di Barletta-Andria-Trani, nel 2004, contava oltre 1,5 milioni di abitanti ed era pertanto la quinta provincia italiana più popolosa. Aveva ereditato i simboli e il territorio dall'antica provincia di Terra di Bari.
Affacciata a nord-est sul mare Adriatico, confinava a sud con la provincia di Brindisi e quella di Taranto, ad ovest con la Basilicata (province di Matera e Potenza), a nord con la provincia di Barletta-Andria-Trani (in precedenza con la provincia di Foggia).

## Geografia fisica
La provincia di Bari era situata nella parte centrale della Puglia, in un'area un tempo chiamata Terra di Bari. Il territorio era prevalentemente collinare, dominato dalle Murge, mentre le zone pianeggianti erano limitate alla costa e all'area attorno al capoluogo, detta Conca di Bari. A causa del terreno carsico, l'intera provincia era priva di corsi d'acqua superficiali o bacini lacustri. Il paesaggio, prevalentemente a pascolo e a seminativo alle quote maggiori, era contraddistinto più a valle dagli uliveti, dai mandorleti e da coltivazioni orticole di tipo intensivo.
Salvo che nella propaggine sud-orientale (comuni di Alberobello, Locorotondo e Monopoli), contraddistinta dalla presenza di abitazioni sparse nelle campagne, la popolazione si concentrava in centri urbani compatti, spesso molto popolosi: oltre a Bari, superavano i 50 000 abitanti anche Altamura, Bitonto, Corato, Gravina in Puglia e Molfetta, Trani e Bisceglie
Le città di Andria e Barletta, superavano i 90 000 abitanti.

## Storia
La dizione Terra di Bari, impiegata sin dall'Alto Medioevo, dal 1231 assunse anche valore civile, indicando il giustizierato istituito da Federico II di Svevia, che a partire dall'epoca aragonese prese il nome di provincia. La provincia di Terra di Bari comprendeva tuttavia l'intera Puglia centrale a sud dell'Ofanto estendendosi sino ai comuni di Fasano e Cisternino. Per secoli, ne fu capoluogo Trani, soppiantata dalla città di Bari solo nel 1806.
Con l'unità d'Italia, l'ente amministrativo della provincia di Terra di Bari fu confermato e ulteriormente suddiviso nei tre circondari di Bari delle Puglie, Barletta e Altamura. Nel 1927, contestualmente alla soppressione dei circondari nell'ambito della riorganizzazione della struttura statale voluta dalle istituzioni fasciste, i comuni di Cisternino e Fasano furono aggregati all'istituenda provincia di Brindisi. Un'ulteriore modifica dei confini si ebbe nel 2004 con l'istituzione della provincia di Barletta-Andria-Trani: dalla provincia di Bari vi confluirono, oltre ai tre capoluoghi, anche Bisceglie, Canosa di Puglia, Minervino Murge e Spinazzola, per un totale di circa 340 000 abitanti.
L'ente ha cessato di esistere il 1º gennaio 2015, venendo sostituito dalla città metropolitana di Bari.

### Simboli
Stemma

Stemma nella versione semplificata

Lo stemma era stato concesso con regio decreto del 27 agosto 1938.
Era lo stesso stemma dell'antica provincia della Terra di Bari, recante il pastorale di san Nicola, patrono della città di Bari. Lo scudo era ovale e contornato da un bordo d'argento a mosaico con perle alterne rosse e azzurre, posto su un cartoccio dorato; la corona era quella regolamentare da Provincia. Dal 1933 al 1943 portò il capo del Littorio.
Gonfalone
Il gonfalone, concesso con regio decreto dell'11 gennaio 1940, era un drappo di bianco con largo bordo azzurro in alto e ai lati.
Bandiera
La bandiera era un drappo inquartato in croce di Sant’Andrea di bianco e di azzurro.

## Amministrazione

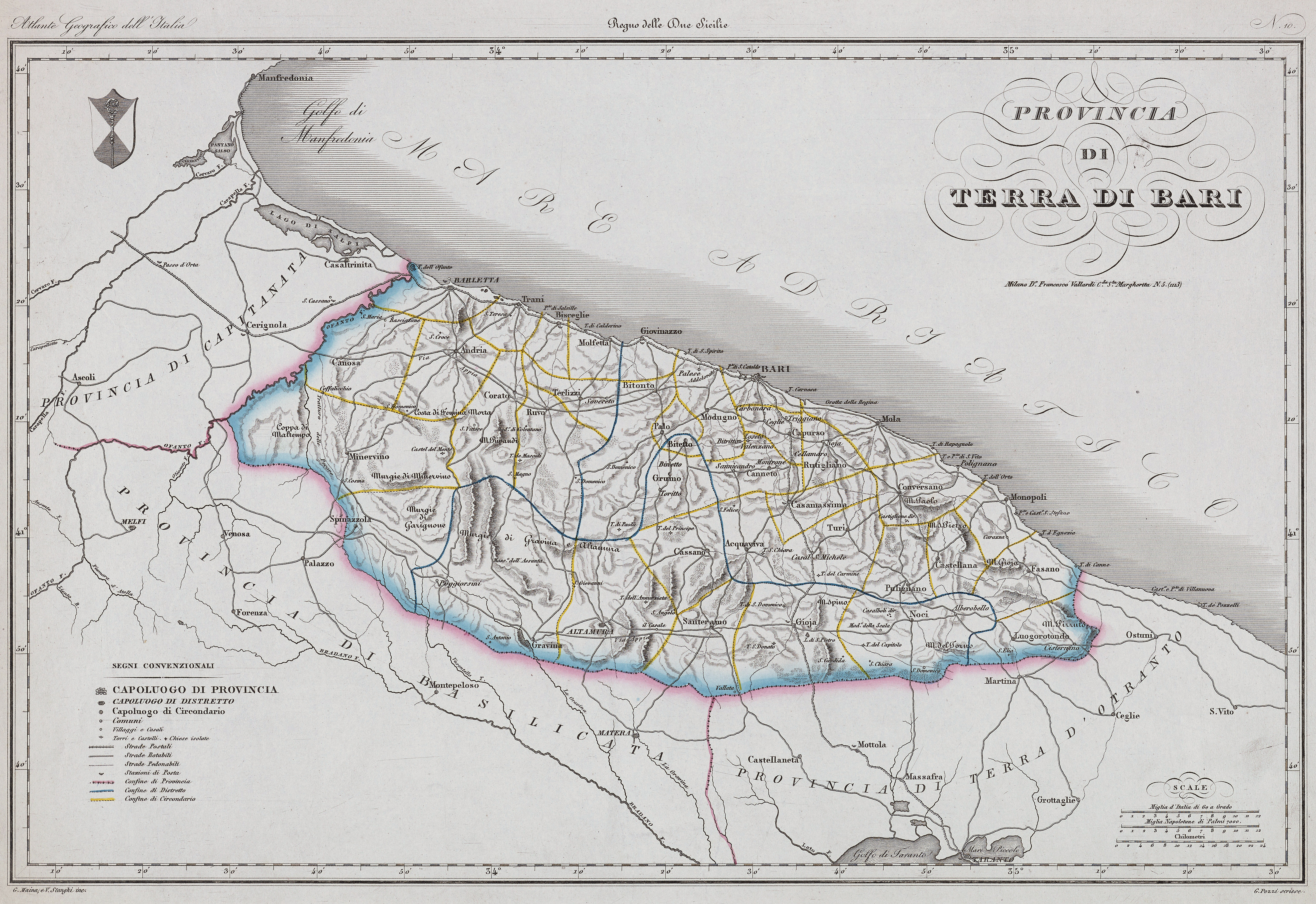
La provincia di Terra di Bari dopo l'unità d'Italia

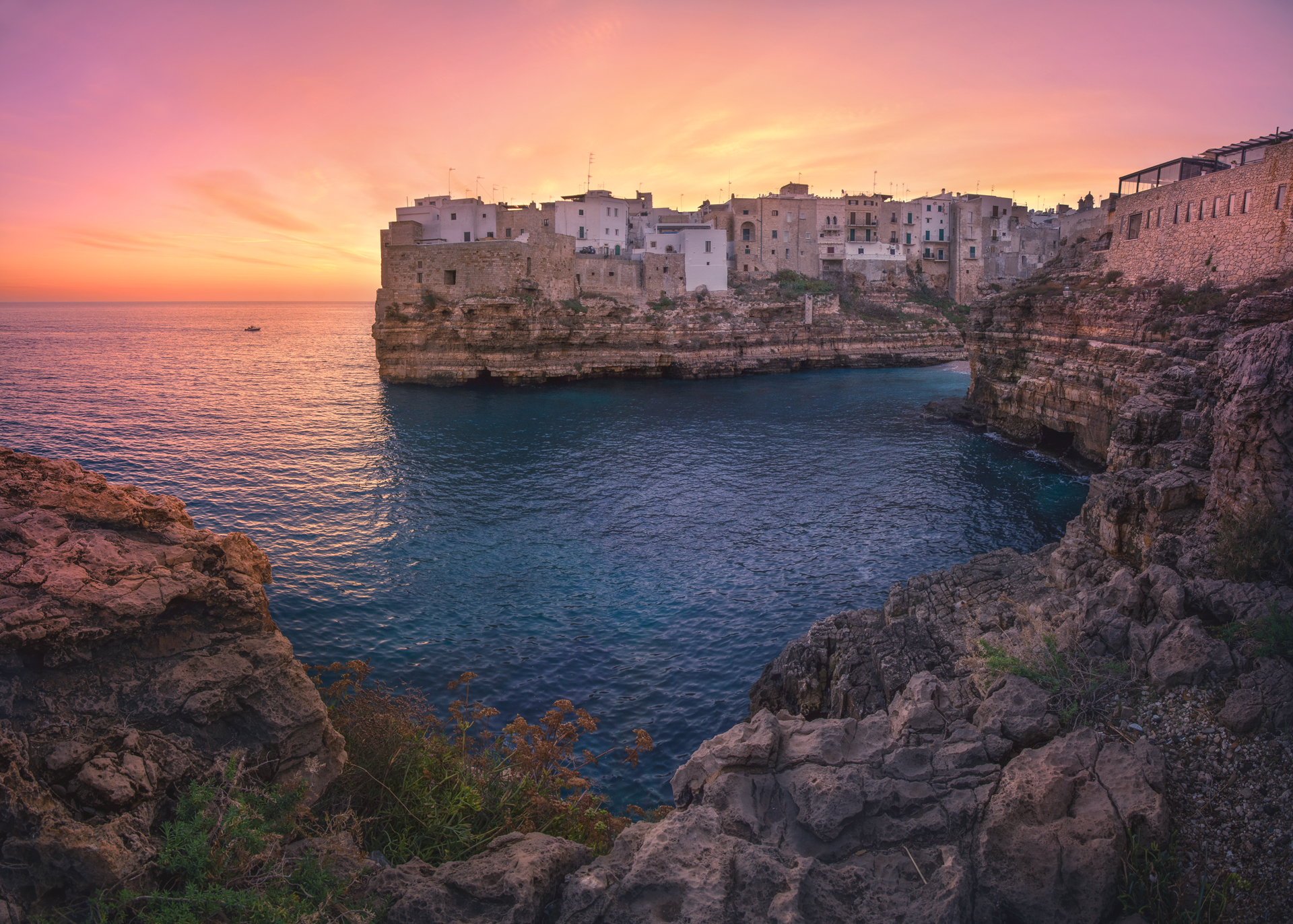
Alba sul mare Adriatico dalla costa frastagliata di Polignano a Mare

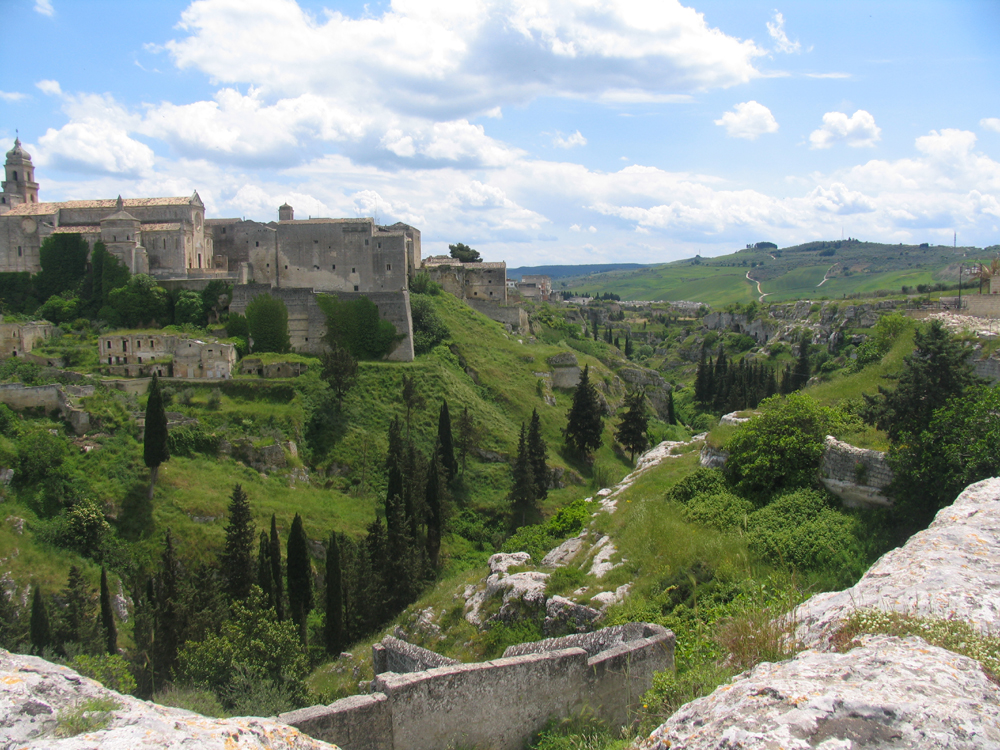
Il paesaggio collinare delle Murge da Gravina in Puglia

## Comuni
Al momento del suo scioglimento, la provincia di Bari comprendeva 41 comuni:
- Acquaviva delle Fonti
- Adelfia
- Alberobello
- Altamura
- Bari
- Binetto
- Bitetto
- Bitonto
- Bitritto
- Capurso
- Casamassima
- Cassano delle Murge
- Castellana Grotte
- Cellamare
- Conversano
- Corato
- Gioia del Colle
- Giovinazzo
- Gravina in Puglia
- Grumo Appula
- Locorotondo
- Modugno
- Mola di Bari
- Molfetta
- Monopoli
- Noci
- Noicattaro
- Palo del Colle
- Poggiorsini
- Polignano a Mare
- Putignano
- Rutigliano
- Ruvo di Puglia
- Sammichele di Bari
- Sannicandro di Bari
- Santeramo in Colle
- Terlizzi
- Toritto
- Triggiano
- Turi
- Valenzano